# Zavid (meteorito)
El meteorito de Zavid, conocido también como meteorito de Ravne Njive o de Ravni Zavid, es un meteorito condrítico que cayó sobre la Tierra en 1897 en Zvornik (Imperio austrohúngaro, actualmente Bosnia-Hercegovina). Con 95 kg de peso, es uno de los mayores meteoritos encontrados en los Balcanes, junto a los de Orlov Dol y Dimitrovgrad.

## Historia
El meteorito de Zavid cayó a unos 2 km al norte de la localidad de Zvornik a las 11:22 h del 1 de agosto de 1897.
Después de la aparición de una bola de fuego en movimiento hacia el noroeste y varias detonaciones, cayeron a tierra cuatro piedras con masas aproximadas de 90 kg, 2,5 kg, 220 g y 48 g. Parece que otros fragmentos adicionales cayeron en el cercano río Drina.
La masa principal del meteorito se conserva en el Museo Nacional de Bosnia y Hercegovina en Sarajevo.

## Composición
Los minerales principales del meteorito son olivino y ortopiroxeno, acompañados de plagioclasa, clinopiroxeno diopsídico, troilita y hierro-níquel metal. Como minerales accesorios opacos se encuentran 
cromita, cobre, ilmenita e isocubanita. La presencia de plesita y vidrio sugieren uno o más eventos de colisión.
Dichos eventos pudieron tener lugar hace 1131 y 616 millones de años, afectando, presumiblemente, a un importante cuerpo parental intermedio de las condritas ordinarias del grupo L. La edad de exposición a rayos cósmicos, mucho más corta (≈ 8 millones de años), refleja el entorno del meteoroide durante el período final antes del encuentro con la Tierra.

## Clasificación
El meteorito de Zavid está clasificado como condrita L6.  
Las condritas L (aquellas cuyo contenido en hierro total es relativamente bajo) es el grupo más grande entre las caídas de meteoritos registradas. En concreto, el tipo petrológico L6 es el subconjunto más grande de condritas L, constituyendo aproximadamente el 70% del grupo. El meteorito de Zavid es el undécimo meteorito más masivo de dicho grupo;
otros meteoritos de tipo L6 son el de Alfianello, el de Kunashak y el de Mocs.